# Třída Grajaú
Třída Grajaú je třída hlídkových lodí brazilského námořnictva. Bylo postaveno celkem 13 jednotek této třídy, z toho 12 pro Brazílii a jedné pro Namibie. Ve službě jsou od roku 1993.

## Stavba
Plavidla navrhla společnost Vosper-QAF. Celkem bylo postaveno 12 jednotek této třídy. Do služby byly přijaty v letech 1993–2000. První pár byl objednán roku 1987 a jeho stavba začala roku 1988 v loděnici Arsenal de Marinha do Rio de Janeiro (AMRJ) v Rio de Janeiru. Druhý pár byl objednán roku 1990 u loděnice Estaleiro Mauá v Rio de Janeiru, kvůli pomalému tempu prací ale byl kontrakt zrušen a plavidla dokončila loděnice AMRJ. Třetí pár hlídkových lodí byl objednán roku 1993 a čtvrtý roku 1994, oba u německé loděnice Peene-Werft ve Volehošti. Tato německá loděnice postavila i jedenáctou a dvanáctou jednotku. Zbývající devátou a desátou jednotku postavila brazilská loděnice Indústria Naval do Ceará SA (INACE) v Fortaleze.
Jednotky třídy Grajaú:
| Jméno                  | Loděnice              | Uživatel | Založení kýlu     | Spuštěna          | Vstup do služby    | Status  |
| ---------------------- | --------------------- | -------- | ----------------- | ----------------- | ------------------ | ------- |
| Grajaú (P 40)          | AMRJ                  | Brazílie |                   | 21. května 1993   | 1. prosince 1993   | aktivní |
| Guaíba (P 41)          | AMRJ                  | Brazílie |                   | 10. prosince 1993 | 12. . září 1994    | aktivní |
| Graúna (P 42)          | Estaleiro Mauá + AMRJ | Brazílie |                   |                   | 15. srpna 1994     | aktivní |
| Goiana (P 43)          | Estaleiro Mauá + AMRJ | Brazílie | 9. prosince 1989  | 26. ledna 1994    | 26. února 1997     | aktivní |
| Guajará (P 44)         | Peene-Werft           | Brazílie | 14. února 1994    | 24. října 1994    | 28. dubna 1995     | aktivní |
| Guaporé (P 45)         | Peene-Werft           | Brazílie |                   | 24. ledna 1995    | 29. srpna 1995     | aktivní |
| Gurupá (P 46)          | Peene-Werft           | Brazílie |                   | 11. května 1995   | 8. prosince 1995   | aktivní |
| Gurupi (P 47)          | Peene-Werft           | Brazílie |                   | 6. září 1995      | 23. dubna 1996     | aktivní |
| Guanabara (P 48)       | INACE                 | Brazílie | 20. prosince 1996 | 5. listopadu 1997 | 9. července 1999   | aktivní |
| Guarujá (P 49)         | INACE                 | Brazílie | 22. dubna 1996    | 24. dubna 1998    | 30. listopadu 1999 | aktivní |
| Guaratuba (P 50)       | Peene-Werft           | Brazílie | 9. října 1998     | 16. června 1999   | 12. října 1999     | aktivní |
| Gravataí (P 51)        | Peene-Werft           | Brazílie | 18. prosince 1998 | 26. srpna 1999    | 17. února 2000     | aktivní |
| Brendan Simbwaye (P11) | INACE                 | Namibie  | 25. února 2005    | 1. května 2008    | 19. ledna 2009     | aktivní |

## Konstrukce

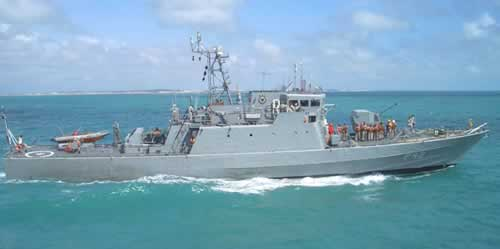
Graúna (P 42)

Plavidla nesou navigační radary Decca 1290A a Furuno M1954C. Výzbroj tvoří jeden 40mm kanón Bofors na přídi a dva 20mm kanóny. Na zádi je nesen rychlý člun RHIB. Pohonný systém tvoří dva diesely MTU 16V 396 TB94 o výkonu 5560 hp, pohánějící dva lodní šrouby. Nejvyšší rychlost dosahuje 24 uzlů. Dosah je 2200 námořních mil při 12 uzlech.